# Savignac-Lédrier
 Savignac-Lédrier  (en occitano Savinhac Ledrier) es una población y comuna francesa, situada en la región de Aquitania, departamento de Dordoña, en el distrito de Nontron y cantón de Lanouaille.

## Demografía
| 952 | 809 | 681 | 738 | 737 | 746 |
| Para los censos de 1962 a 1999 la población legal corresponde a la población sin duplicidades (Fuente: INSEE [Consultar]) |     |     |     |     |     |